# Mysta bistriata
Mysta bistriata är en ringmaskart som först beskrevs av Uschakov 1953.  Mysta bistriata ingår i släktet Mysta och familjen Phyllodocidae. Utöver nominatformen finns också underarten M. b. fuscodorsata.